# لا تلمس الأميرة (مسلسل تلفزيوني)
لا تلمس الأميرة (بالكورية: 철인왕후)؛ هو مسلسل تلفزيوني كوري جنوبي لعام 2020. تم عرضه على قناة تي في إن كل يوم السبت والأحد في الساعة 21:00 بتوقيت كوريا الجنوبية. وهو متاح على منصة أمازون برايم فيديو من 4 نوفمبر 2021.

## القصة
تتحدث دراما “السيد ملكة” عن عن “جانغ بونغ هوانغ” الذي يشتغل كرئيس الموظفين في البيت الأزرق في وقتنا الحالي. كان روحا حرة، لكن بطريقة ما رجعت روحه بالزمن وأصبحت في جسد ملكة “شيو رين” في حقبة جوسون. وهناك يوجد الملك “شيول جونغ” وهو رجل لطيف ويسهل التعامل معه، لكن لديه وجه مختلف أيضا. بينما الملكة “سون وون” زوجة الملك الراحل “سون جو” هي التي تتمتع بالسلطة الحقيقية في البلاد، وجعلت من الملك واجهة فقط.

## طاقم
- كيم جونغ هيون بدور لي ون بوم (ملك تشولجونغ ملك جوسون)[8][9]
- شين هي سون بدور كيم سو يونغ (الملكة تشورن ملكة جوسون )
- هي ملكة مملكة جوسون التي في جسدها روح رجل.
- باي جونج أوك بدور سنوون ملكة جوسون .
- كيم تاي وو بدور كيم جوا جيون (إنه الأخ الأصغر للملكة سونون. إنه طموح للغاية.)
- سيول ين آه بدور جو هوا جين (هي محظية الملك تشولجونغ والحب الأول له .[10]
- نا إن وو

## المشاهدات
سجلت 8.0٪ نسبة مشاهدة على الصعيد الوطني للحلقة الأولى من المسلسل، مما يجعلها ثاني أعلى تقييم للعرض الأول لأي دراما لنهاية الأسبوع للشبكة. وثالث أعلى تقييما للعرض الأول للقناة بعد مسلسل السيد المشرق  و لقاء غير متوقع .
تصدرت الدراما لعشرة أسابيع محتلة رقم 1 ليومي السبت والأحد من بداية عرضها حتى نهايتها، حققت الحلقة الأخيرة نسبة 17.37% على الصعيد الوطني لتصبح سابع أعلى دراما تقييما على قناة خاصة محتلة رقم 7 من أصل 50 في قائمة أعلى 50 دراما كورية على قناة خاصة. حققت الحلقة الأخيرة 4.7 مليون مشاهدة، لتصبح رقم 4 في قائمة أعلى 50 دراما كورية تقييما على قناة خاصة ورقم 2 (بلملايين) لشبكة تي في إن بعد مسلسل هبوط طارئ للحب.
| الموسم | الموسم | رقم الحلقة | رقم الحلقة | رقم الحلقة | رقم الحلقة | رقم الحلقة | رقم الحلقة | رقم الحلقة | رقم الحلقة | رقم الحلقة | رقم الحلقة | رقم الحلقة | رقم الحلقة | رقم الحلقة | رقم الحلقة | رقم الحلقة | رقم الحلقة | رقم الحلقة | رقم الحلقة | رقم الحلقة | رقم الحلقة | المتوسط |
| الموسم | الموسم | 1          | 2          | 3          | 4          | 5          | 6          | 7          | 8          | 9          | 10         | 11         | 12         | 13         | 14         | 15         | 16         | 17         | 18         | 19         | 20         | المتوسط |
| ------ | ------ | ---------- | ---------- | ---------- | ---------- | ---------- | ---------- | ---------- | ---------- | ---------- | ---------- | ---------- | ---------- | ---------- | ---------- | ---------- | ---------- | ---------- | ---------- | ---------- | ---------- | ------- |
|        | 1      | 1.901      | 2.337      | 2.276      | 2.801      | 2.939      | 2.981      | 3.281      | 3.240      | 3.195      | 3.359      | 3.234      | 3.625      | 3.518      | 3.595      | 3.898      | 4.094      | 3.731      | 3.968      | 3.912      | 4.749      | 3.332   |

| الحلقة | تاريخ البث الأصلي | متوسط حصة الجمهور (AGB Nielsen) | متوسط حصة الجمهور (AGB Nielsen) |
| الحلقة | تاريخ البث الأصلي | على الصعيد الوطني               | سيول                            |
| ------ | ----------------- | ------------------------------- | ------------------------------- |
| 1      | 12 ديسمبر 2020    | 8.030٪ (الأول)                  | 8.657٪ (الأول)                  |
| 2      | 13 ديسمبر 2020    | 8.800٪ (الأول)                  | 9.527٪ (الأول)                  |
| 3      | 19 ديسمبر 2020    | 9.022٪ (الأول)                  | 9.709٪ (الأول)                  |
| 4      | 20 ديسمبر 2020    | 10.447٪ (الأول)                 | 11.414٪(الأول)                  |
| 5      | 26 ديسمبر 2020    | 11.337٪ (الأول)                 | 11.953٪(الأول)                  |
| 6      | 27 ديسمبر 2020    | 11.805٪ (الأول)                 | 12.549٪(الأول)                  |
| 7      | 02 يناير 2021     | 12.414٪ (الأول)                 | 13.250٪(الأول)                  |
| 8      | 03 يناير 2021     | 12.271٪ (الأول)                 | 12.953٪(الأول)                  |
| 9      | 09 يناير 2021     | 12.066٪ (الأول)                 | 13.014٪(الأول)                  |
| 10     | 10 يناير 2021     | 12.836٪ (الأول)                 | 12.836٪(الأول)                  |
| 11     | 16 يناير 2021     | 12.517٪ (الأول)                 | 13.354٪ (الأول)                 |
| 12     | 17 يناير 2021     | 13.224٪ (الأول)                 | 14.252٪ (الأول)                 |
| 13     | 23 يناير 2021     | 12.797٪ (الأول)                 | 13.809٪ (الأول)                 |
| 14     | 24 يناير 2021     | 13.623٪ (الأول)                 | 15.061٪ (الأول)                 |
| 15     | 30 يناير 2021     | 14.534٪ (الأول)                 | 15.933٪ (الأول)                 |
| 16     | 31 يناير 2021     | 14.946٪ (الأول)                 | 15.872٪ (الأول)                 |
| 17     | 06 فبراير 2021    | 14.510٪ (الأول)                 | 15.682٪ (الأول)                 |
| 18     | 07 فبراير 2021    | 14.844٪ (الأول)                 | 15.496٪ (الأول)                 |
| 19     | 13 فبراير 2021    | 14.227٪ (الأول)                 | 15.132٪ (الأول)                 |
| 20     | 14 فبراير 2021    | 17.371٪ (الأول)                 | 18.554٪ (الأول)                 |
| معدل   | معدل              | 12.581٪ (الأول)                 | 13.509٪ (الأول)                 |

## الإنتاج
صناعة :
- التخطيط العام : لي ميونغ هان (المدير العام لقناة tvN).[17]
- تخطيط : كيم يونغ كيو (S.D).
- فريق الإنتاج : Crave Work & YG STUDIOPLEX.
- موسيقي : هاوول (HowL).[18]

### طاقم
يجمع المسلسل شمل كل من كيم جونغ هيون وسيول إن أه اللذان سبق لهما التمثيل معًا في مسلسل المدرسة 2017.

### التصوير
في أكتوبر عقدت القراءة الأولى للسيناريو، تم إصدار اللقطات من تصوير المسلسل في 16 نوفمبر 2020.
في 24 نوفمبر 2020 تم إيقاف التصوير حيث تم اختبار إصابة أحد الممثلين الداعمين بـ COVID-19.

## الجوائز والترشيحات
| عام  | الجوائز                               | فئة                  | متلقي         | نتيجة | المراجع.      |
| ---- | ------------------------------------- | -------------------- | ------------- | ----- | ------------- |
|      | جوائز بيكسانغ للفنون السابعة والخمسين | أفضل ممثلة تلفزيونية | شين هي سون    | رُشِّح   | [ 22 ] [ 23 ] |
| 2020 | جوائز بيكسانغ للفنون السابعة والخمسين | افضل ممثلة داعمة     | تشا تشونغ هوا | رُشِّح   | [ 22 ] [ 23 ] |

## روابط خارجية
- الموقع الرسمي
 باللغة الكورية
- لا تلمس الأميرة على دايوم باللغة الكورية
- لا تلمس الأميرة على موقع IMDb (الإنجليزية)
- لا تلمس الأميرة على موقع نتفليكس (الإنجليزية)
- لا تلمس الأميرة على موقع كينوبويسك (الروسية)
- لا تلمس الأميرة على موقع قاعدة بيانات الفيلم (الإنجليزية)
- لا تلمس الأميرة على هانسينما